# 斐乐
斐乐（韩交所：081660）是起源自意大利的運動服装及鞋类制造品牌，於1911年由斐乐兄弟創立，2003年被美国博龙资产管理收购，2007年，「斐樂韓國株式會社」（Fila Korea Ltd.）以管理层收购方式取得斐乐鞋類及服裝全球業務所有权。2010年，斐乐在韩国IPO上市。在公司會長及CEO尹潤洙領導下，斐乐現時在全球11個國家設有辦事處。目前，斐乐在全球除北美、韩国由韩国总部直接运营外，其余分部均由当地经销商以特许经营方式运营。

## 歷史

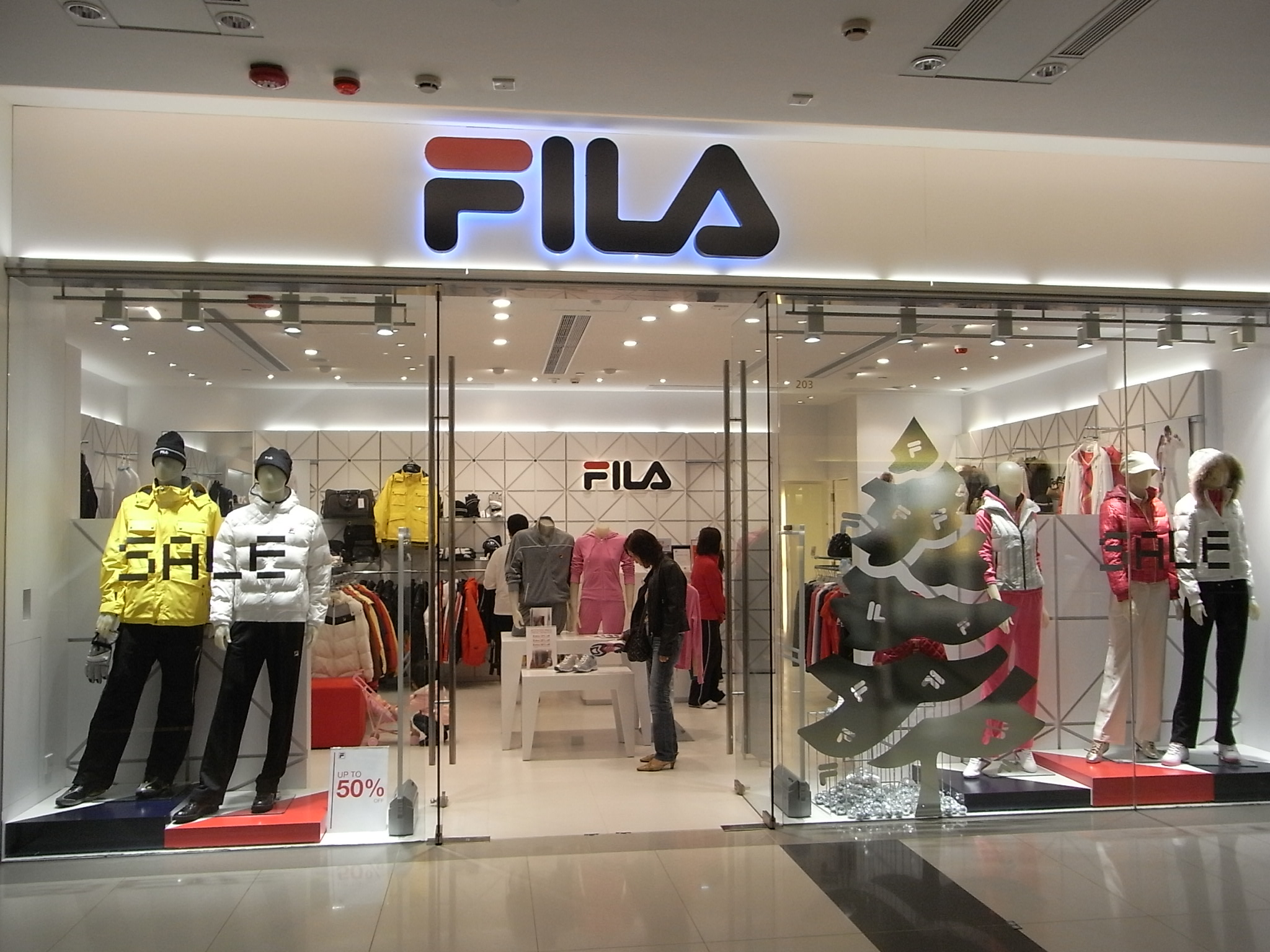
位於香港尖沙咀K11的斐乐專門店

1911年，意大利的斐樂兄弟在阿尔卑斯山腳下的小鎮比耶拉創辦了一家名為FILA的家族紡織企業，1923年這所由家族經營的小紡織廠開始擴張，改組為股份有限公司並更名「比耶拉針織廠」（Maglficio Biellese），为山區居民製造内衣等针织品。1942年與「弗拉泰利·斐乐」（Fratelli Fila）合併。
1972年，斐乐建立產品開發部門，轉向生產運動服装。1973年，在斐樂時任董事總經理恩禮科·弗朗基（Enrico Franchey）的指導下，塞尔吉奥·普里菲特拉（Sergio Privitera）設計的「F-box」商標首次面世。此后，斐樂以直條紋設計的棉衫進軍網球界，並且拓展更多運動專業領域產品線，其中，网球服、滑雪服和泳装是当时斐乐的主要销售收入来源。1983年，意大利纤维生产商SNIA收购了斐乐80.5%股份。1988年，意大利汽车制造商菲亚特集团控股的Gemina公司以620亿里拉（4700万美元）的价格收购斐樂。1993年5月，「斐樂控股有限公司」在纽约证券交易所上市，通过首次公开募股募资5600万美元。1995年，斐乐收购法国运动服制造商「多罗特尼斯(Dorotennis)」。1990年代起，斐乐将销售重心向北美转移，并集中于运动鞋，尤其是篮球鞋业务上。此举帮助斐樂在1990年代中期达到销售巅峰，成为当时仅次于耐克、锐步的全球第三大运动鞋品牌。
1997年，斐乐随原股东Gemina公司的拆分而加入新成立的意大利HdP集团，成为旗下控股子公司。由於市场误判及亚洲金融危机的影响，斐乐在北美和亚洲市场的销量和利润出现大幅下降。斐乐于1997年底在北美市场开始进行重组工作，于2000年出售持有的「多罗特尼斯(Dorotennis)」品牌套现，扩大表现良好的欧洲市场门店规模，关闭销量不佳的市场门店，但这一系列努力仍无法扭转斐乐连年亏损的局面。HdP集团（后改名为RCS传媒集团）决定专注出版和通信主业，于2003年6月将斐樂股权售予美國对冲基金博龙资产管理（Cerberus Capital Management），新東主以控股公司「運動品牌國際」（Sport Brands International Ltd.，簡稱SBI）持有「斐乐卢森堡」（Fila Luxembourg），後者擁有斐樂品牌及商標全球使用權。
2005年，「斐樂韓國」（Fila Korea）收购母公司持有的FILA韩国公司的股权，成为斐樂以特许经营模式运营的独立公司。2007年3月「斐樂韓國」透過控股公司「Global Leading Brands House」（簡稱GLBH）與SBI達成協議收購「斐乐卢森堡」的斐樂鞋類及服裝全球業務，以近4亿美元收购斐樂品牌及商標的全球使用權。为减少债务及开发全球市场，斐樂将其欧洲、中东、非洲和印度子公司出售，将原本的集团直属改为特许经营。
2011年，夥拍未來資產金融集團以12.3億美元現金從財富品牌手中購入知名高爾夫球品牌泰特利斯（Titleist）。

## 在大中华区的营运
2007年8月，百丽国际以4800万美元（3.7亿人民币）取得斐乐在中国大陆及香港、澳门的所有权益，并成立全资附属公司FullProspect，拥有及管理“斐乐中国”商标，且负责以零售方式销售带有“斐乐中国”商标的运动服装、鞋类产品以及配件。由于经营不善，FullProspect在2007年净亏损达553万元，2008年亏损扩大至3218万元。2009年8月，中国运动鞋服品牌安踏以3.32亿人民币收购Full Prospect的85%股权，取得斐乐在中国大陆及香港、澳门的商标使用权和专营权（2017年拓展至新加坡地区），并以高端时尚运动品牌作为定位，成为拉动安踏业绩增长的主要引擎。
2007年12月，台湾童裝大廠儀大股份有限公司取得台灣斐乐代理權。2016年7月，儀大因投资失利結束營業，台湾斐樂由台南生活董事長楊青峰個人以高青環球公司名義入股。2017年7月，台南生活以2.87億元新台币併購台灣斐樂。

## 贊助

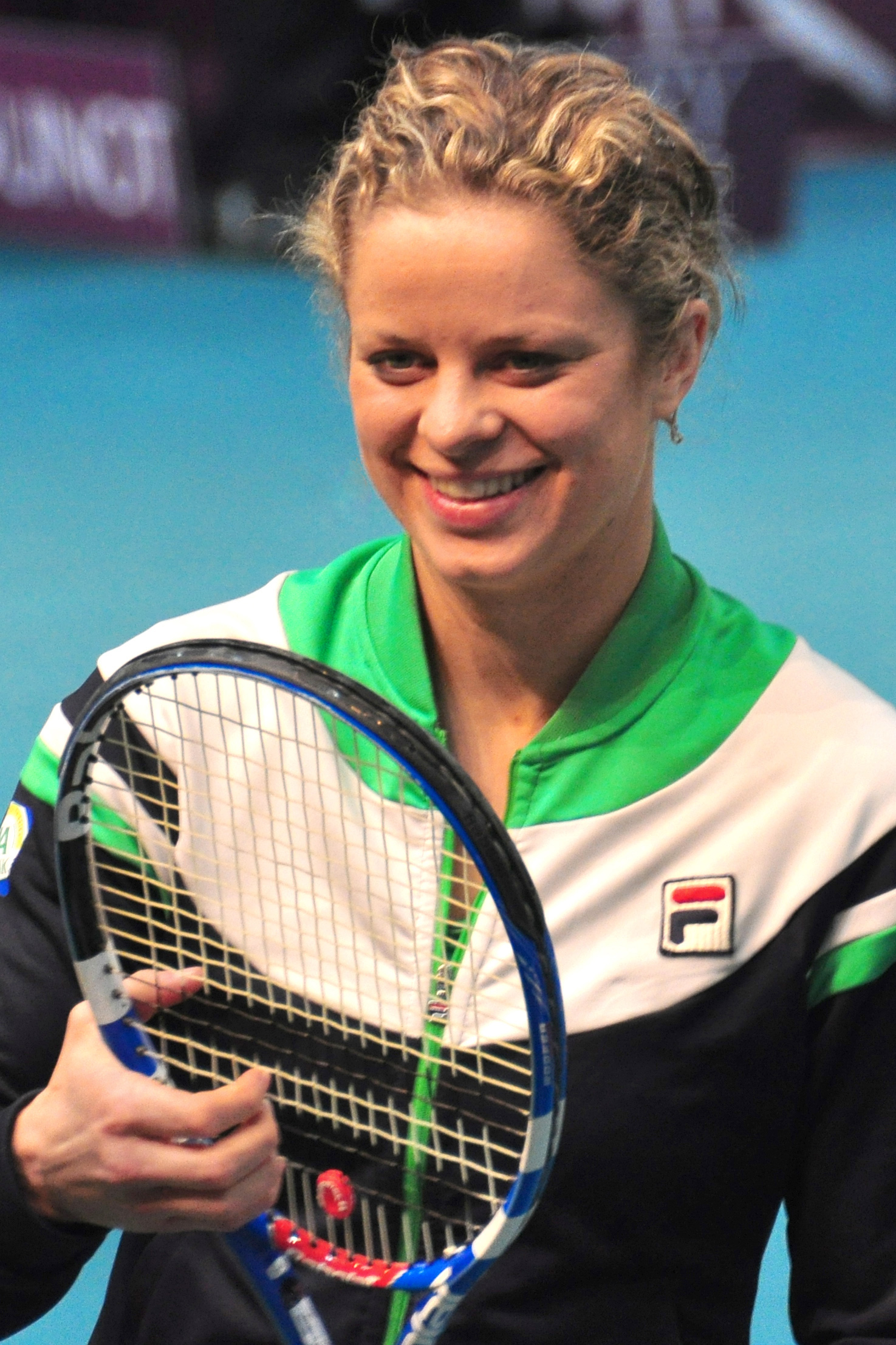
女子網球員克里斯特尔斯是斐乐近年的活招牌

库兹涅佐娃是另一名斐乐人氣網球員

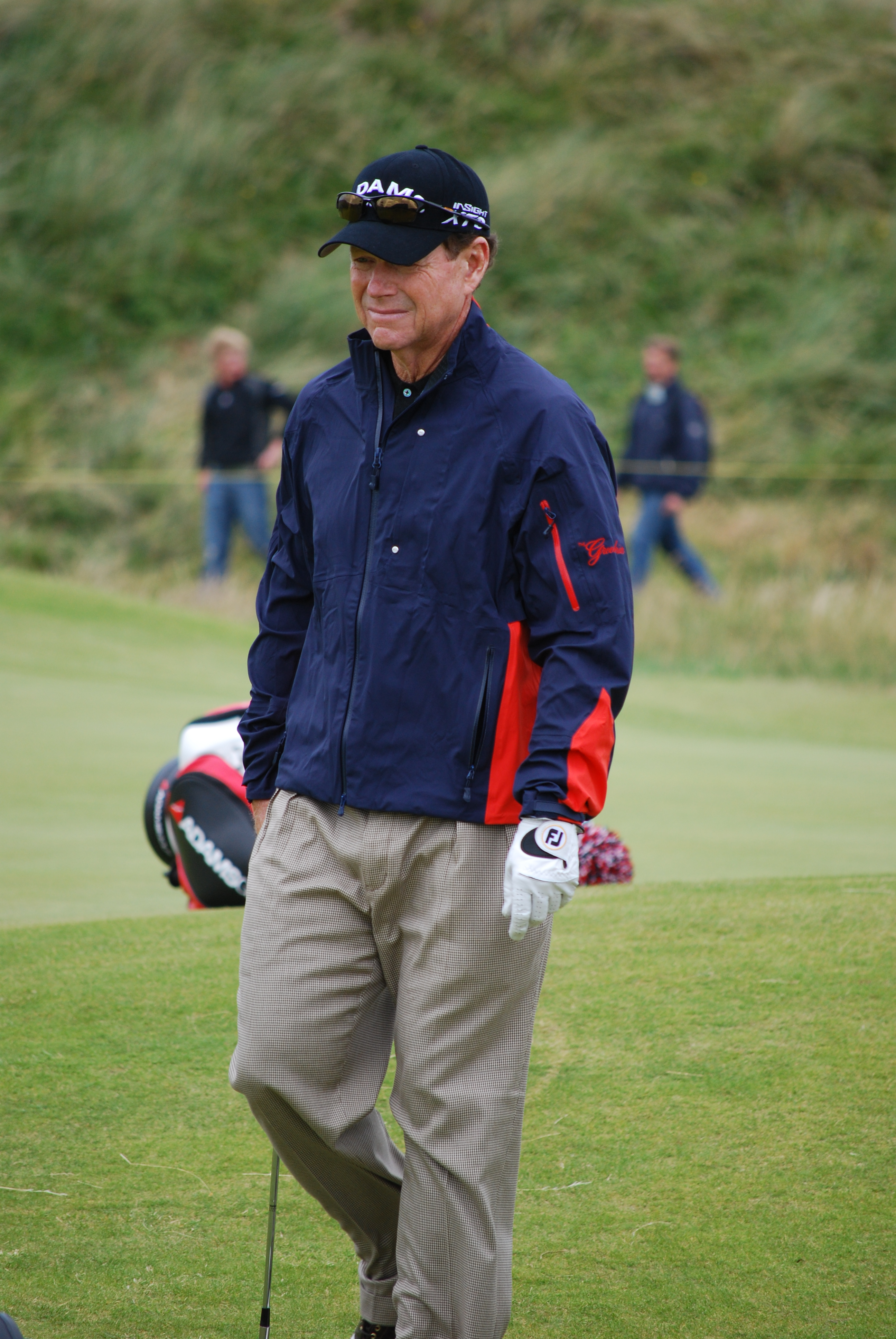
8項四大賽冠軍汤姆·沃森

斐樂於1972年首度踏足運動服飾領域便開始製造網球針織衫，自此與網球界結下不解之緣。斐樂首先贊助義大利本土球手阿德里亚诺·帕纳塔（Adriano Panatta）和保羅·貝托魯齊（Paolo Bertolucci），而自1974年開始贊助的瑞典球手（Björn Borg）更連贏5屆溫網及6屆法網合共11個大滿貫冠軍。而（Boris Becker）、莫妮卡·莎莉絲（Monica Seles）和吉列爾莫·維拉斯（Guillermo Vilas）亦一度是斐樂旗下當紅網球球員，（Svetlana Kuznetsova）更是自2000年出道後一直穿著斐樂贊助的服飾。（Kim Clijsters）於退役18個月後復出，連贏兩屆美網冠軍，成為自另一位斐樂球手伊文·古拉贡（Evonne Goolagong）以後第二位獲得大滿貫錦標的「媽咪」球手，她更於2011年斐樂百年慶典年奪得澳網錦標。

### 攀岩
- 雅歷絲·佩斯奧（Alex Puccio）

### 高山滑雪
- 阿尔贝托·通巴（Alberto Tomba）

### 籃球
- （Michael Green）
- （Grant Hill）
- （Jerry Stackhouse）
- 幸福豹

### 棒球
- （Barry Bonds）

### 足球
- 英格蘭足球議會全國聯賽 - 供應賽事用足球
- 特拉維夫馬卡比
- 江原FC
- 濟州聯

### 高爾夫球
- 原江里菜（Erina Hara）
- 韩姬圆（Hee-Won Han）
- 林子麒（Lin Tzuchi）
- 汤姆·沃森（Tom Watson）
- 斯泰西·刘易斯（Stacy Lewis）

### 登山
- 萊茵霍爾德·梅斯納爾（Reinhold Messner）
- 保羅·列比亞（Paolo Rabbia）

### 游泳
- 朴泰桓（Park Tae-Hwan）

### 網球
| - （Eduardo Schwank） - 泽巴洛斯（Horacio Zeballos） - （Jelena Dokić） - （Kim Clijsters） - （Rainer Schüttler） - （Ágnes Szávay） - （Andreas Seppi） | - （Karin Knapp） - 森上亞希子（Akiko Morigami） - （Mikhail Kukushkin） - （Marina Erakovic） - （Irina-Camelia Begu） - （Svetlana Kuznetsova） - （Dmitry Tursunov） - （Alisa Kleybanova） | - （Anna Chakvetadze） - （Igor Kunitsyn） - （Vera Dushevina） - （Polona Hercog） - （Janko Tipsarević） - （James Blake） - 金久慈（Vania King） |

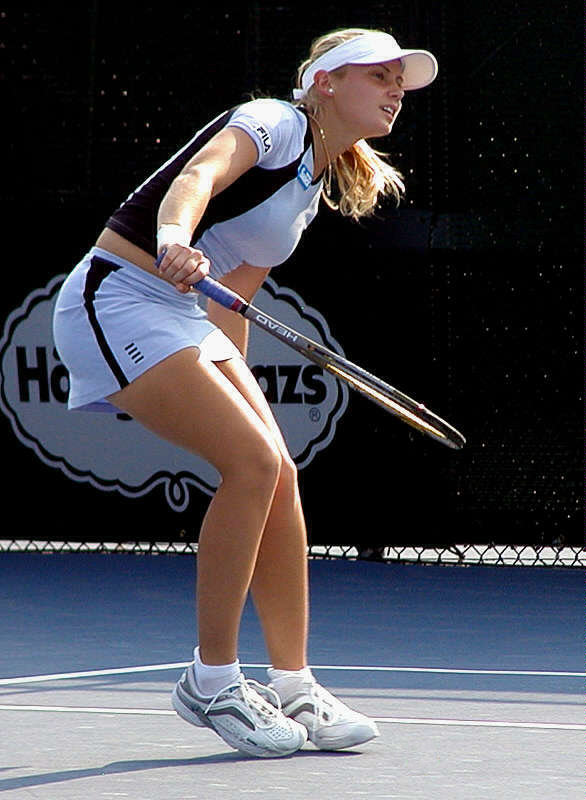
澳洲美少女
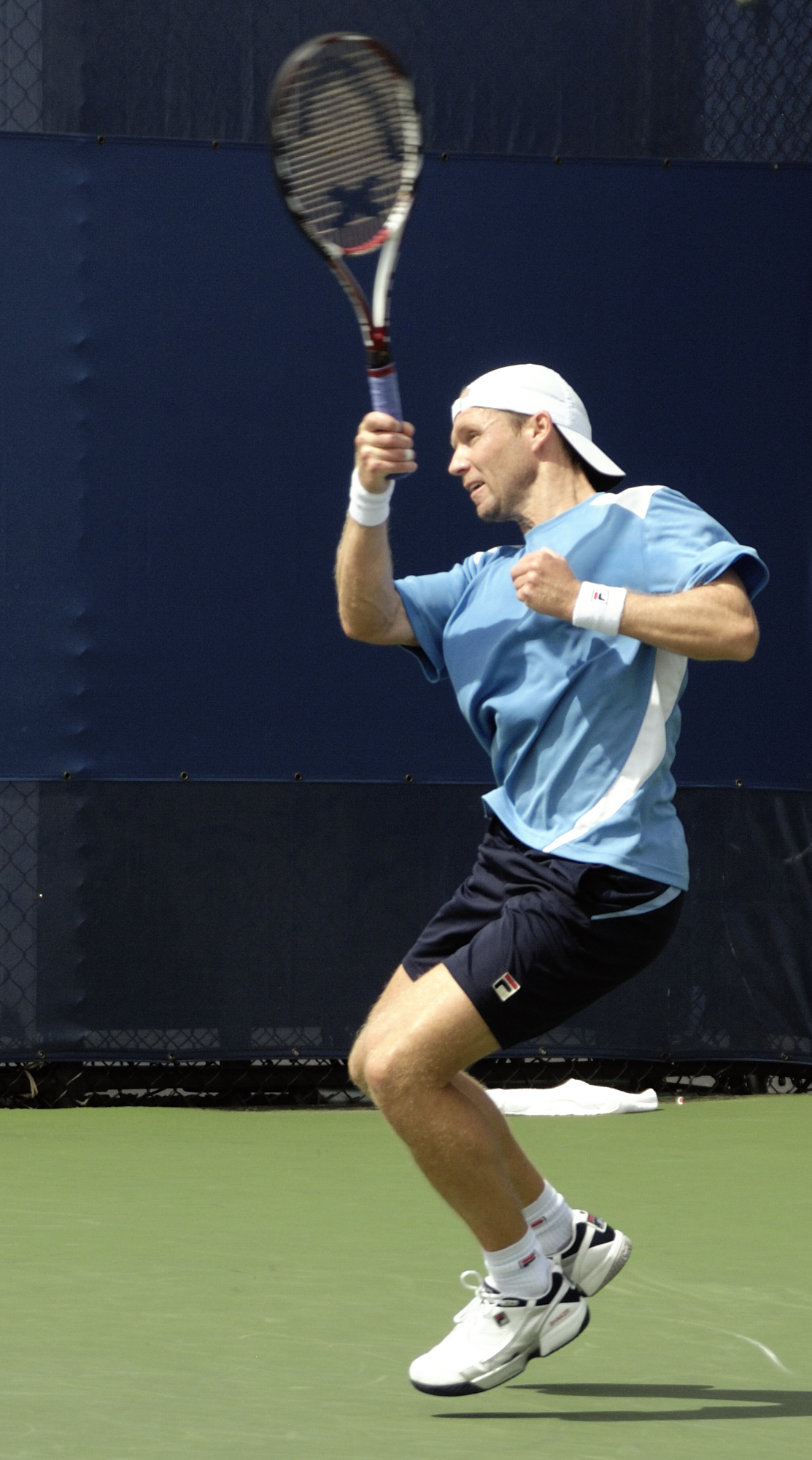
德國男球手
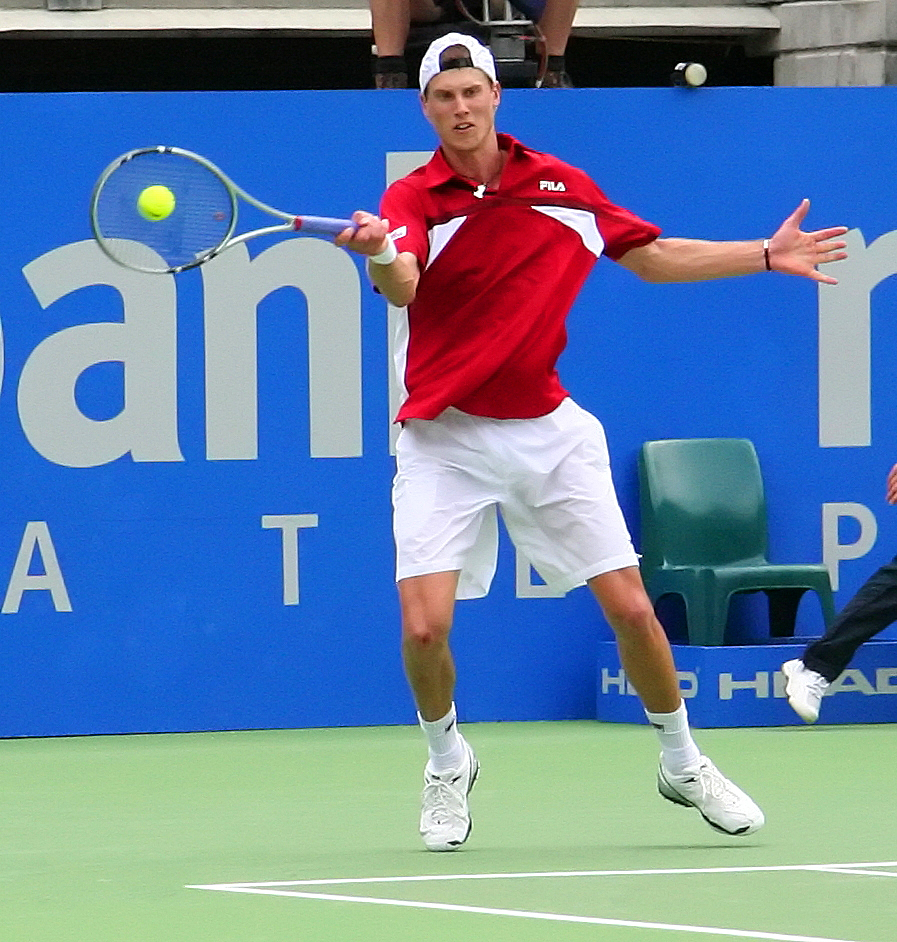
義大利男球手
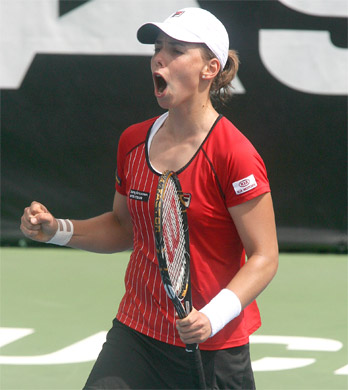
紐西蘭女球手
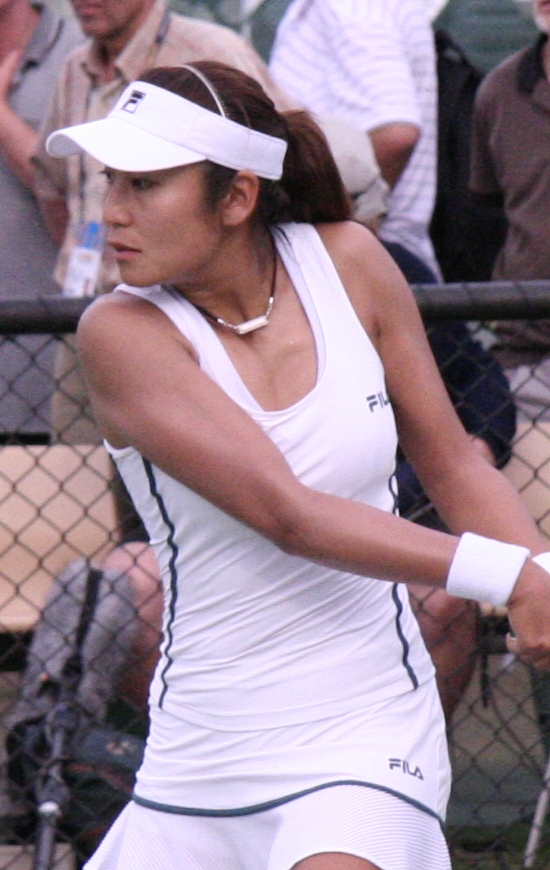
日本女球手森上亞希子
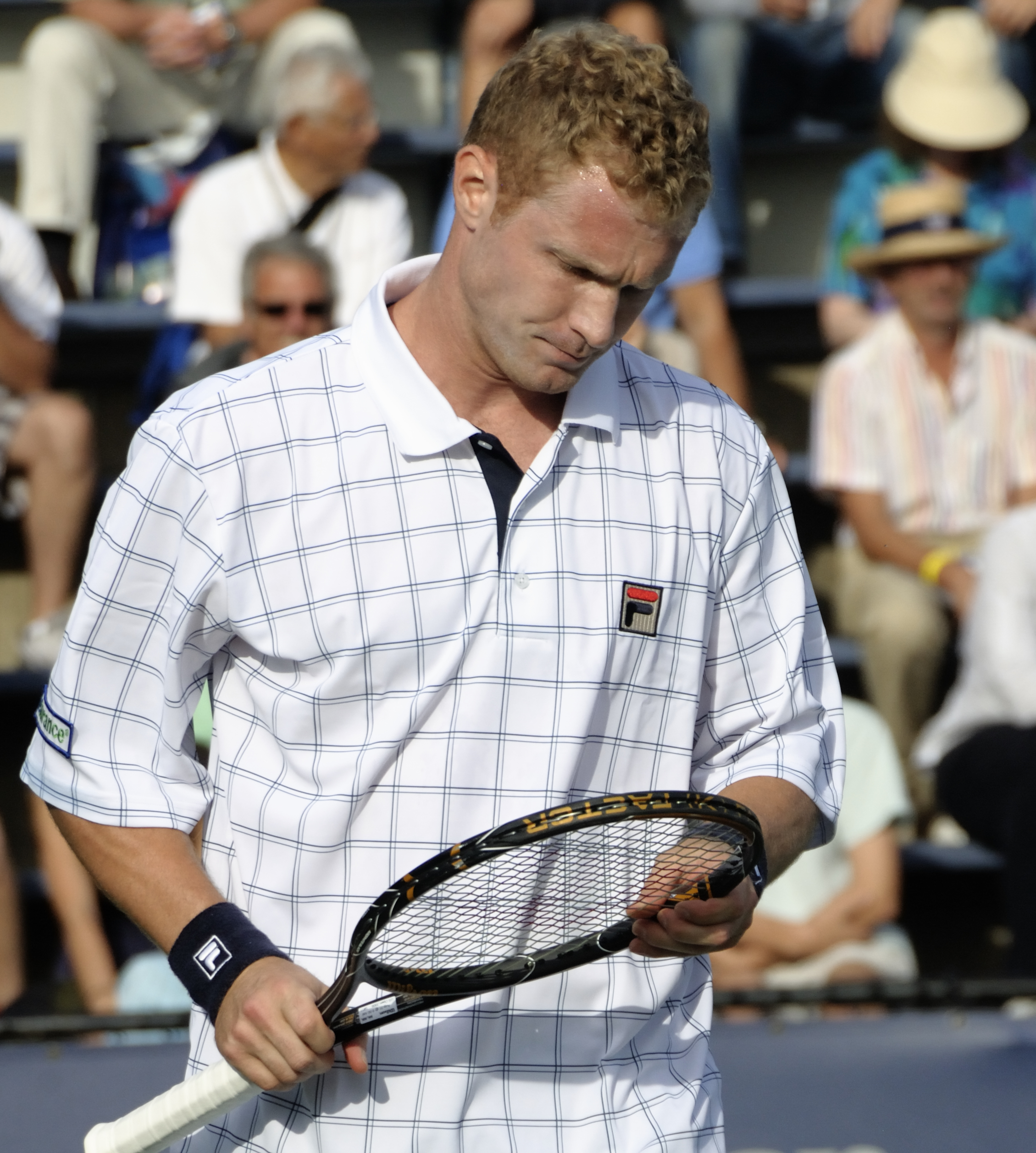
俄羅斯男球員
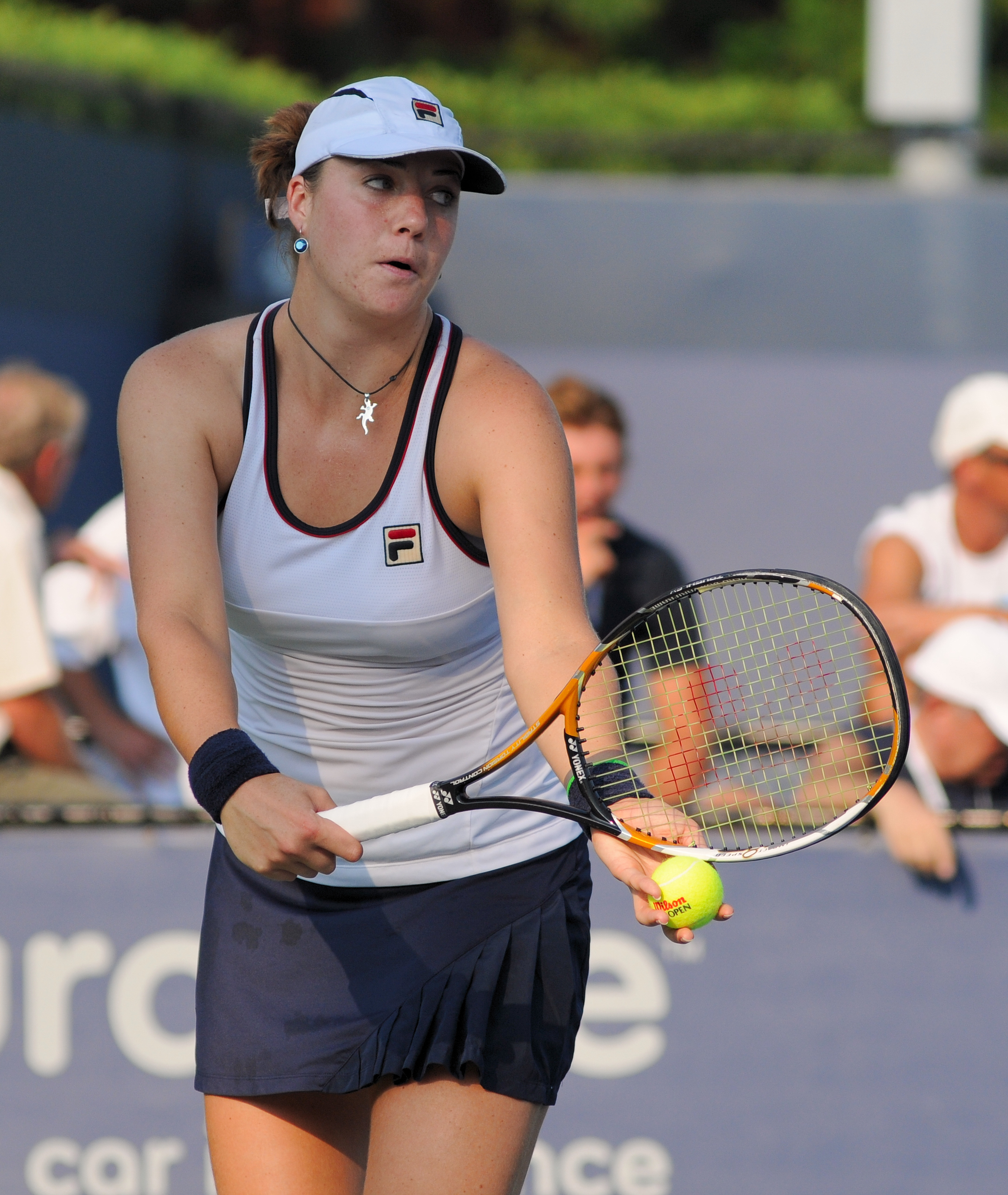
俄羅斯女球手
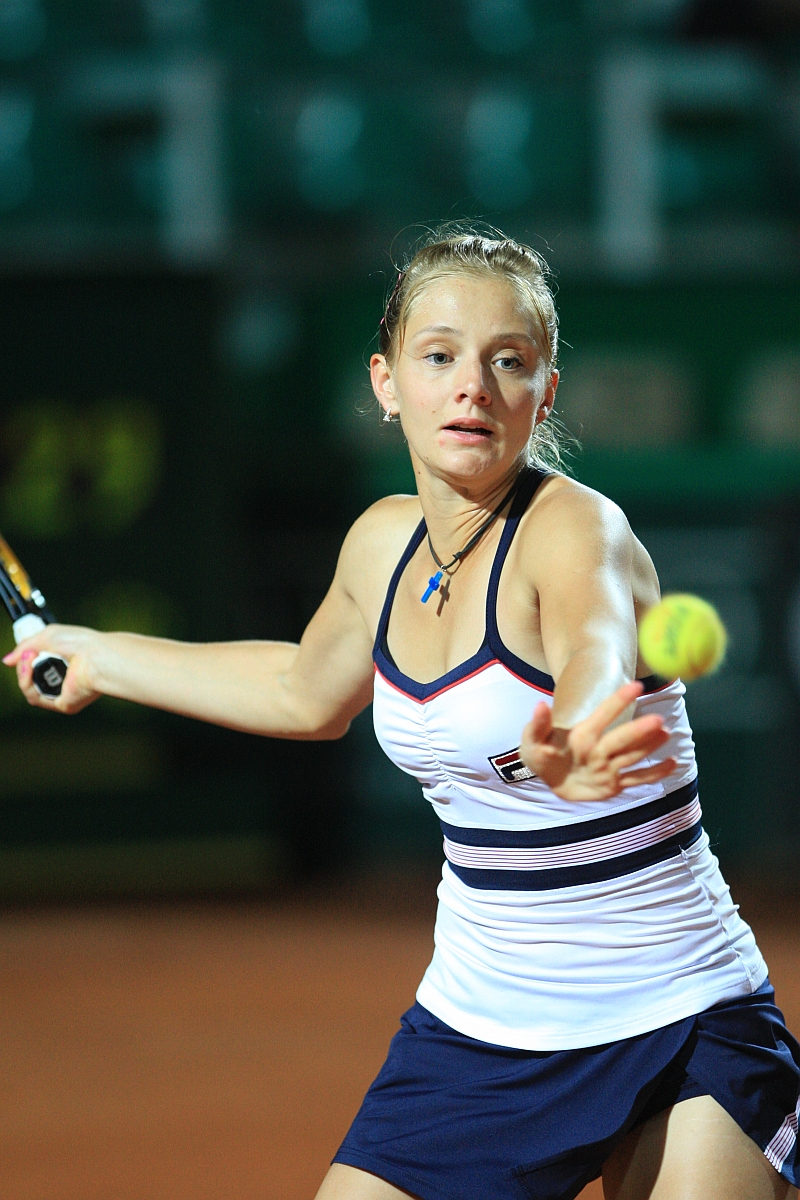
俄羅斯女球手
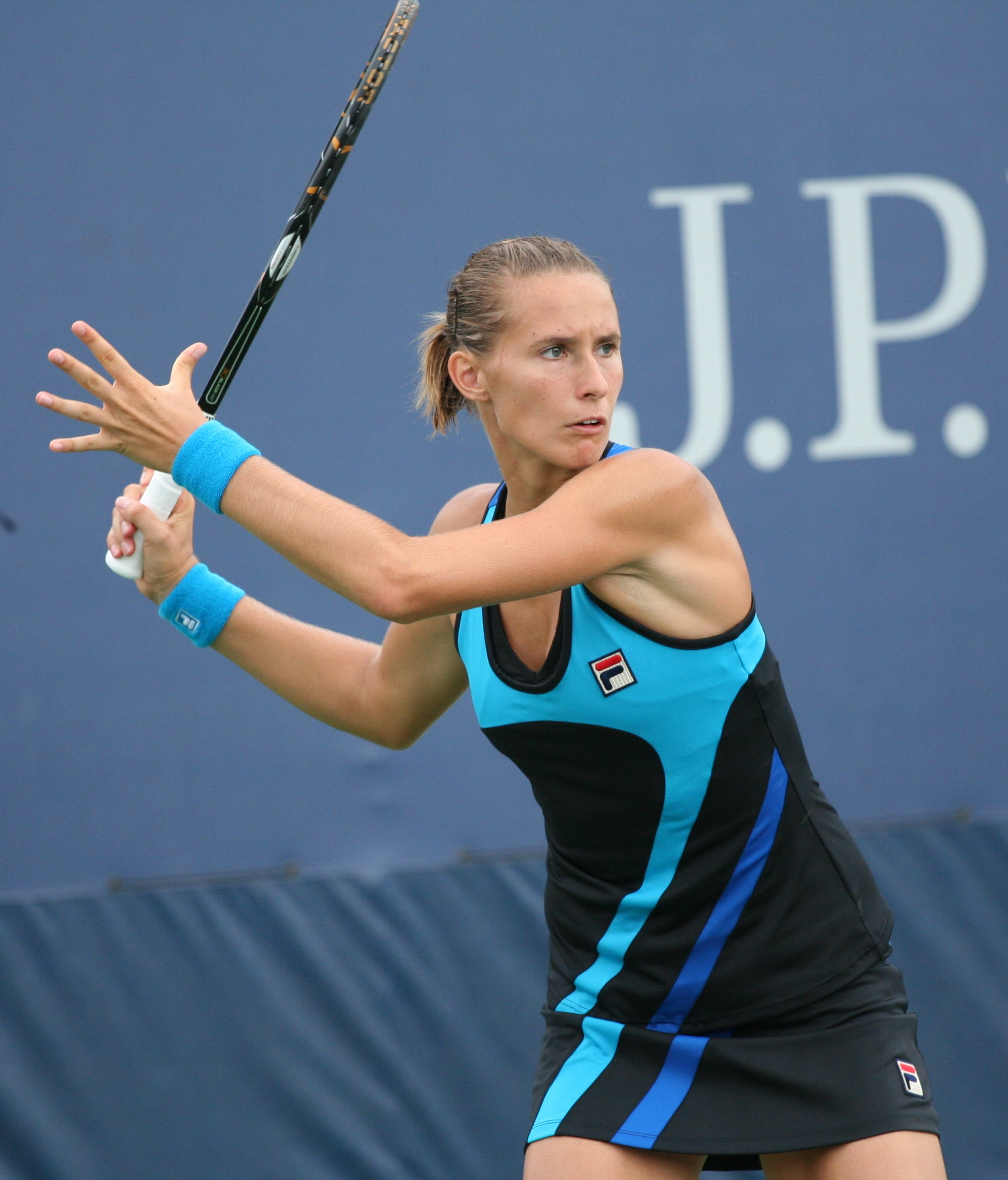
斯洛文尼亚女球手
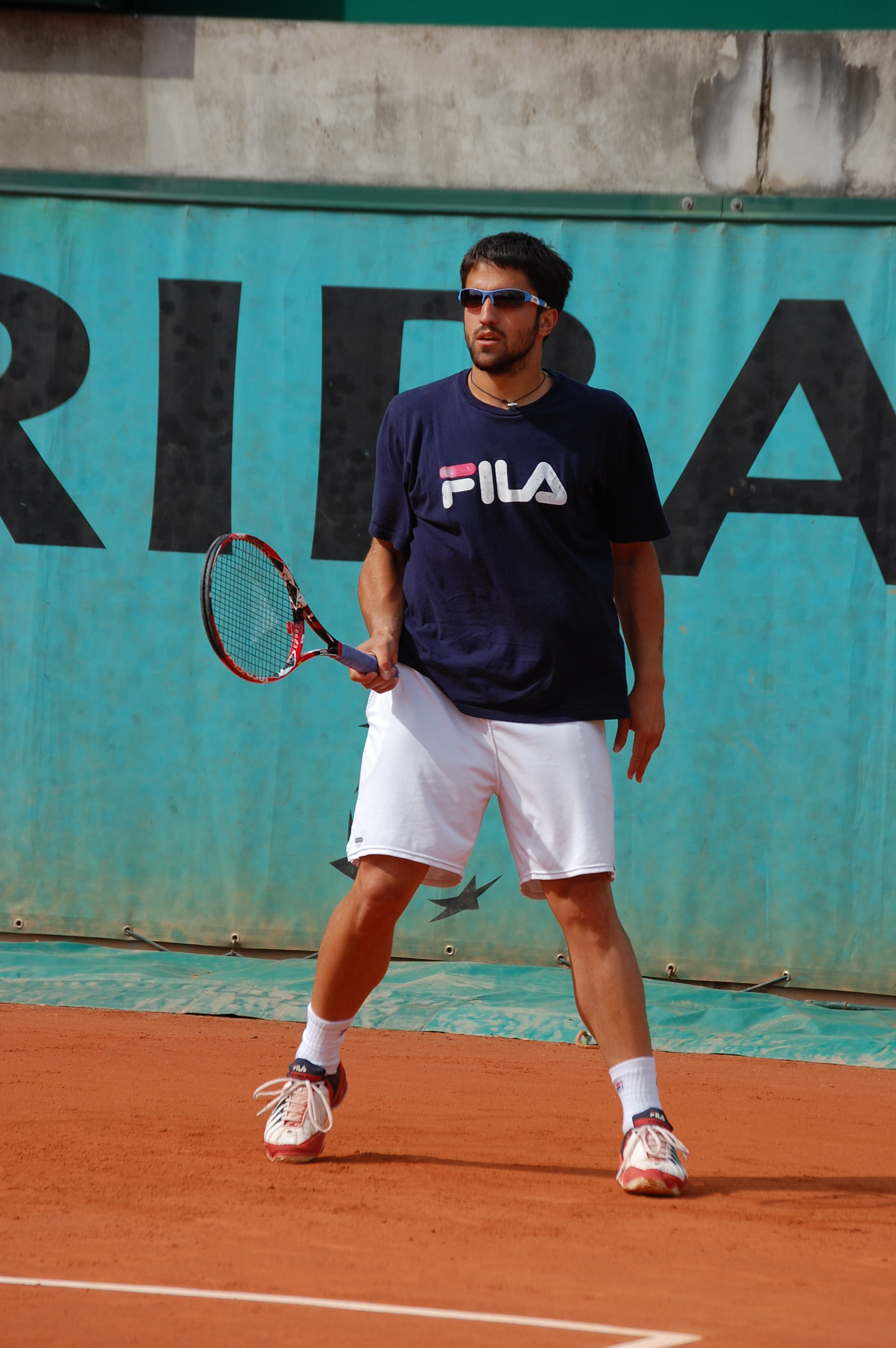
「眼鏡蛇」
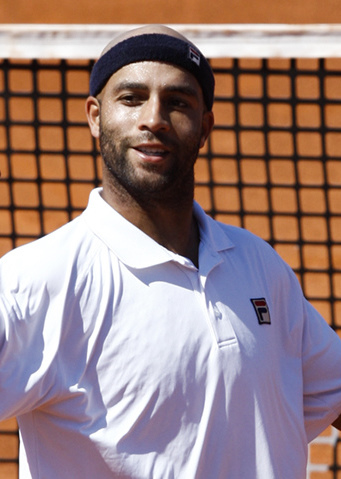
美國男球員
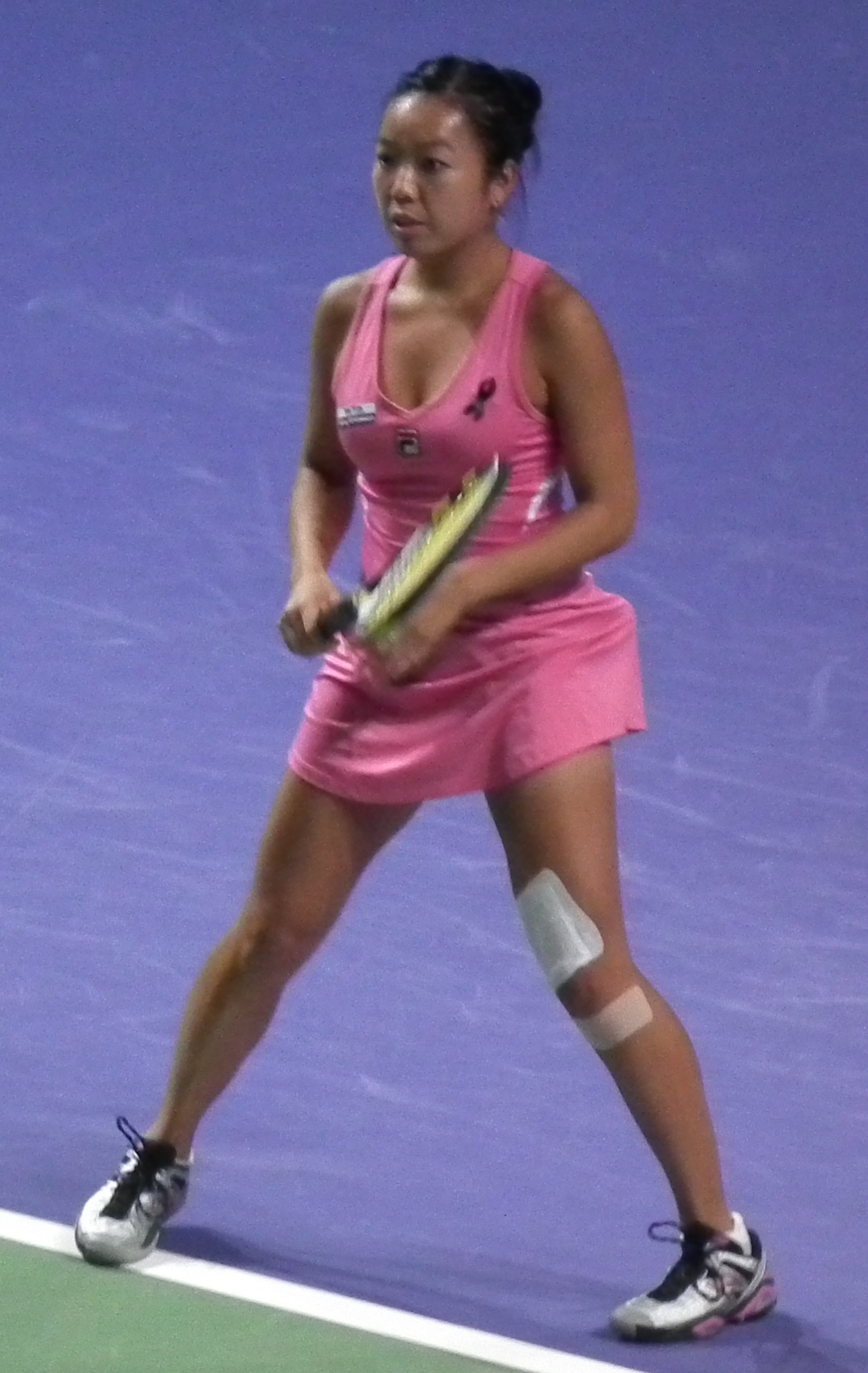
美國台裔女球手金久慈

- 巴黎銀行公開賽 - 賽事贊助商
- 索尼愛立信公開賽 - 賽事贊助商
- 保時捷網球大獎賽 - 賽事贊助商
- 坎貝爾名人堂網球錦標賽 - 賽事贊助商
- 紐黑文公開賽 - 賽事贊助商
- 溫布頓網球錦標賽 - 運動鞋贊助商

### 田徑
- 丽莎·赫恩特-盖尔文（Liza Hunter-Galvan）

### 排球
- 大田三星火焰藍獠牙（Daejeon Samsung Fire Bluefangs）

### 瑜伽
- 凱特·莉莉確普（Kate Lillecrapp）
- 克里斯汀·麦吉（Kristin McGee）

### 其他
- 孫延在（Son Yeon-Jae）
- 芭黎絲·希爾頓（Paris Hilton）
- 澳洲國家板球隊
- 奧林匹克運動會中國香港代表團
- 香港冬季奧運代表隊
- 香港乒乓球代表隊

## 歌星
曾經或現時穿著斐乐服飾的歌星有：
- 罗伯特·史密斯（Robert Smith）
- 飓风克里斯（Hurricane Chris）
- 钻石（Diamond）
- 纳斯（Nas）
- 李孝利
- 車勝元（2011年专属模特兒）
- 東方神起
- BIGBANG（南韓五人男子流行樂團）
- VIXX
- 防彈少年團(南韓七人男子流行樂團）
- 金裕貞
- 王源

## 市場主要競爭對手
斐樂的市場對手有：
- Adidas
- Asics
- Converse
- Mizuno
- New Balance
- NIKE
- Puma
- Reebok
- Under Armour
- Vans

## 外部連結
- FILA官網 （页面存档备份，存于）
- FILA 韓國官網 （页面存档备份，存于）
- FILA 日本官網 （页面存档备份，存于）
- FILA官方購物網站 台灣 （页面存档备份，存于）
- FILA Latin官網 （页面存档备份，存于）
- FILA 巴西官網 （页面存档备份，存于）
- FILA 中國官網 （页面存档备份，存于）